# Jungita
La jungita és un mineral de la classe dels fosfats.

## Característiques
La jungita és un fosfat de fórmula química Ca₂Zn₄Fe₈3+(PO₄)9(OH)9·16H₂O. Va ser aprovada com a espècie vàlida per l'Associació Mineralògica Internacional l'any 1977. Cristal·litza en el sistema ortoròmbic. La seva duresa a l'escala de Mohs és 1.
Segons la classificació de Nickel-Strunz, la jungita pertany a «08.DJ: Fosfats, etc, amb cations de mida mitjana i gran, (OH, etc.):RO₄ = 1:1» juntament amb els següents minerals: johnwalkita, olmsteadita, gatumbaïta, camgasita, fosfofibrita, meurigita-K, meurigita-Na, wycheproofita, ercitita, mrazekita i attikaïta.

## Formació i jaciments
Va ser descoberta l'any 1977 a la pegmatita de Hagendorf South, a Waidhaus, Alt Palatinat (Baviera, Alemanya). També ha estat descrita a Carolina del Nord, als Estats Units.